# Andrea Hauer
Andrea Hauer (* 7. září 1994 Praha) je česká herečka, zpěvačka a tanečnice.

## Vzdělání
Vystudovala Základní školu U Santošky v Praze. V roce 2010 začala studovat na Konzervatoři a Vyšší odborné škole Jaroslava Ježka obor Muzikálové herectví. Zde po šesti letech studia, v roce 2016, úspěšně absolvovala. Na konzervatoři chodila na herecké semináře s Jozefem Bednárikem. Spolu se spolužáky účinkovala v ročníkových představeních Broadway plná muzikálů (2011, režie: Libor Vaculík) a Chorus Line (2013-2015, režie: Denisa Nová), které se konaly v Divadle Broadway.

## Divadlo a zpěv
Andrea Hauer se zpěvu věnuje od osmi let. Je vítězkou několika celorepublikových pěveckých soutěží (např. Česko zpívá, Karlovarský hlas, Slavíci ve školní lavici v Brně, Talent 2006 aj.) a finalistkou Czechtalent Zlín. V roce 2006 byla hostem pořadu Uvolněte se, prosím, kde si zazpívala s Davidem Krausem.  Je laureátkou ceny Zlatý oříšek, kterou získala za své pěvecké dovednosti. Od roku 2017 zpívá spolu s Petrem Kutheilem v jeho kapele Loď.

### Divadlo Hybernia
- Kočka Šklíba – Alenka v kraji zázraků[4][5][6](2016)

### Divadlo Na Fidlovačce
- Šprince – Šumař na střeše[7] (2012)

## Televize
V roce 2007 získala za své pěvecké dovednosti cenu Zlatý oříšek. Vyvrcholení této soutěže je tradičně zakončeno televizním a rozhlasovým finále, které každoročně na Nový rok vysílají Česká televize a Český rozhlas. Díky tomuto ocenění měla možnost zazpívat si v několika televizních pořadech (Střepiny, Dobré ráno, Věříš si?) a účinkovat v dětském pořadu Hřiště 7 s Martinem Dejdarem

## Koncerty
V 5. ročníku konzervatoře, v roce 2015, uspořádala spolu se svými pěti spolužáky (Janem Fantou, Richardem Pekárkem, Denisou Šubrtovou, Pavlem Klimendou a Martinem Holcem) koncert s názvem Děkujeme!, který se konal v pražském divadle Ponec. O rok později společně uspořádali pod názvem Já půjdu dál hned dva koncerty v divadle Royal. V roce 2017, konkrétně 17. června, se uskutečnil další galakoncert Já půjdu dál.
Od roku 2017 je členkou kapely Loď Petra Kutheila, s níž pravidelně koncertuje.